# Gabriel de Mussis
Gabriel de Mussis (cc. 1280 – cc. 1356) itáliai történetíró volt, akinek fennmaradt írásai alapos beszámolóval szolgálnak a fekete halál pusztításáról. Neve Gabriele de' Mussiként is használatos.

## Élete
Életéről nem tudni sokat. Előkelő családban született, Piacenza jegyzőjeként dolgozott 1300 és 1349 között. 1348-ban feljegyzéseket készített a pestisjárványról, amely latinul Istoria de Morbo sive Mortalitate quae fuit Anno Dni MCCCXLVIII (szabad magyar fordításban: A kór története, avagy a nagy pusztulás urunk 1348. évében) címmel jelent meg. Az ő beszámolójából tudni, hogy a pestis Kaffából (mai nevén Feodoszija) került a Földközi-tenger térségében. Mussis azt írta, hogy a várost ostromló mongolok pestisben meghalt katonák tetemeit lőtték be a városba, és így fertőzték meg a védőket, akik közül több visszahajózott Itáliába.